# 石谷一寿
石谷 一寿（いしたに かずとし、1987年4月13日 - ）は、小学生・中学生を対象とした日本のスポーツ指導者。
子ども世代に関わる指導や学校教育に向けて、体育や道徳教育を専門に教える活動を実施。
20代でのがんの闘病経験をメディアを通じて「生きる・命の大切さ」を伝える社会活動家。

## 来歴
香川県善通寺市出身。國學院大學卒業。
学生時代は野球に取り組んでいた。高校時代は香川県立丸亀城西高等学校にて夏の甲子園に出場している。社会人ではリーフラス株式会社というスポーツスクール事業を手掛ける企業に就職している。台湾や中国でのスポーツ指導経験を持つ。
しかし、29歳の時「ステージ3のがん宣告」をされた。精巣腫瘍・リンパ節転移の10万人に1人という珍しい種類のがんだったため1年以上の闘病生活をおくる。闘病中にInstagramで配信していた「ネクタイリレー」という企画などSNSでの活動が反響をよびNHKやテレビ東京「生きる力」などで取り上げられている。
社会復帰後は、看護学校や小中学校で「がん教育」「病気の予防」の内容でに講演活動を行っている。
仕事は同社へ戻り、日本最大級の子ども向けスポーツスクールを運営するリーフラス株式会社にて研究開発事業部で、子ども世代に関わる指導や学校教育に向けて、体育や道徳教育を専門に教える活動をしている。